# Хадзилазарова къща
Хадзилазаровата къща (на гръцки: Βίλλα Χατζηλαζάρου) или Сяговата къща (Αρχοντικό Σιάγα) е историческа постройка в град Солун, Гърция.

## Местоположение
Хадзилазаровата къща е разположена на улица „Василиса Олга“ № 131, в южния квартал Пиргите.

## История
Построена през 1890 година за семейството на банкера Периклис Хадзилазару. Планът на сградата е дело на архитекта Ксенофон Пеонидис, а ръководител на строителството е Янис Сягас заедно с двамата си синове Дзордзи и Ангелос. В интериора се отлиават дървените тавани с геометричен дизайн на първия етаж, релефните панели на втория етаж, резбованите дървени врати и уникалните мебели. През 1912 година, след окупацията на града от гръцките войски по време на Балканската война, в къщата отсяда престолонаследникът Константинос. След убийството на баща му крал Георгиос I в 1913 година, трупът му е изложен в къщата за публично поклонение.
В 1917 година с настаняването на правителството на Елевтериос Венизелос в Солун Клеон Хадзилазару, синът на Периклис, заминава със съпругата си за Франция, а по-късно за Италия, поради прокралските си настроения. В 1918 година те се връщат, но в 1921 година заминават отново окончателно за Атина, където двамата умират в 1934 година. Къщата е закупена от семейство Сягас. В 1983 година къщата е обявена за паметник на културата.

## Архитектура
Архитектурният стил е доминиращият по това време в Солун неокласицизъм. Сградата има два етажа с таванско помещение и мазе. С богатата си външна декорация вилата доминира в голяма градина. В миналото градината на къщата е била по-голяма, но е намалена с отварянето на пътя и добавянето на помощната къща от северната страна.
Сградата има два входа - от „Синдикас“ и от „Василиса Олга“, които са подчертани с портик с колони в коринтски стил. Балконите над входовете са украсени с балюстради, боядисани в бяло, за да приличат на мрамор. Перилото, което се опира на балюстрадата, обикновено е направено от метални шипове, върху които са поставени редици тухли. Поради износването можем да видим цветовете на тухлите на парапета. На стари снимки се вижда, че балконът на фасадата към „Василиса Олга“ не е имал навес и колони и те очевидно са добавени по-късно и са различни от тези на приземния етаж. Освен големите балкони над двата входа има балкони във всеки отвор на втория етаж, с метални, резбовани парапети и косници. Отворите имат ясна препратка към портите на древногръцките храмове. Къщата е идеално симетрична в гледки както към хоризонталната, така и към вертикалната ос.
Във вътрешността има дървени геометрични тавани, камини, дърворезбовани врати с богато украсени брави.